# Everything's Eventual
Everything's Eventual è il primo e unico album in studio del gruppo musicale canadese Appleton, pubblicato nel 2003.

## Il disco
Il titolo del disco prende il nome da quello della raccolta di racconti Tutto è fatidico (Everything's Eventual) di Stephen King.
Tre singoli sono stati estratti dal disco: Fantasy, Don't Worry e Everything Eventually.
L'album ha raggiunto la posizione numero 9 della classifica Official Albums Chart.

## Tracce
1. Fantasy – 3:49
2. Don't Worry – 4:44
3. Hallelujah – 4:27
4. Everything Eventually – 4:47
5. M.W.A. – 3:39
6. Ring-A-Ding-Ding – 6:31
7. Supernaturally – 3:41
8. All Grown Up – 4:23
9. Waiting For Your Love – 3:34
10. 5am – 4:13
11. Long Long Road – 4:16
12. Anyone – 3:33
13. Blow My Mind – 3:48

## Formazione
- Natalie Appleton
- Nicole Appleton